# Alilaguna Verde vízibusz (Velence)
A velencei Alilaguna Verde jelzésű vízibusz a San Marco és a Velence környéki szigetek között közlekedő turistajárat volt. A viszonylatot az Alilaguna S.p.A. üzemeltette.
Az Alilaguna Verde vízibuszt 2014-ben indították. Naponta közlekedett, de nem hagyományos tömegközlekedési járat, hanem a Velence környéki szigetek meglátogatására indított vezetett turistajárat volt. A vízibuszon olasz mellett angol, spanyol és francia nyelven is hallhatók voltak az ismertetők.
A járat végigjárta a Velence környéki szigeteket (Lido, Murano, Burano, Torcello), mindegyiken kb. 40-45 perces tartózkodást biztosítva. Az egész túra kb. 4,5 órán át tartott.
Karácsony kivételével minden nap (téli menetrend szerint egy, nyári szerint két indulással) közlekedett.
2020 őszén, a téli menetrend bevezetésével szűnt meg.